# Rasno
Rasno es un pueblo ubicado en el municipio de Široki Brijeg, en el cantón de Herzegovina Occidental, Bosnia y Herzegovina.

## Superficie
Posee una superficie de 24,97 kilómetros cuadrados.

## Demografía
Hasta 2013 la población era de 621 habitantes, con una densidad de población de 24,9 habitantes por kilómetro cuadrado. El 47,3% correspondía a hombres y el 52,7% a las mujeres.